# Bukovica pri Vodicah
Bukovica pri Vodicah este o localitate din comuna Vodice, Slovenia, cu o populație de 370 de locuitori.